# Porto Rico nos Jogos Pan-Americanos de 2011
O Porto Rico participou dos Jogos Pan-Americanos de 2011 em Guadalajara, no México.

## Medalhas
| Atleta         | Esporte              | Prova                     | Medalha |
| -------------- | -------------------- | ------------------------- | ------- |
| Franklin Gomez | Lutas                | Livre até 60 kg masculino | Ouro    |
| Lely Burgos    | Levantamento de peso | Até 48 kg feminino        | Ouro    |
| Pedro Soto     | Lutas                | Livre até 66 kg masculino | Prata   |

## Desempenho

### Badminton
| Atleta         | Evento               | 1ª fase                | 2ª fase                                | Oitavas de final       | Quartas de final       | Semifinais             | Final                  | Pos.        |
| Atleta         | Evento               | Adversário e resultado | Adversário e resultado                 | Adversário e resultado | Adversário e resultado | Adversário e resultado | Adversário e resultado | Pos.        |
| -------------- | -------------------- | ---------------------- | -------------------------------------- | ---------------------- | ---------------------- | ---------------------- | ---------------------- | ----------- |
| Valentin Bryan | Individual masculino |                        | USA Sattawat Pongnairat D 12-21, 12-21 | Não avançou            | Não avançou            | Não avançou            | Não avançou            | Não avançou |

### Boliche
Duplas
| Atletas                             | Evento    | 1ª série | 1ª série | Final | Final |
| Atletas                             | Evento    | Res.     | Pos.     | Res.  | Pos.  |
| ----------------------------------- | --------- | -------- | -------- | ----- | ----- |
| Andraunick Simounet Francisco Colon | Masculino | 2.191    | 15º      | 4.778 | 6º    |
| Mariana Ayala Yoselin Leon          | Feminino  | 2.044    | 13º      | 4.265 | 11º   |

### Levantamento de peso
Masculino
| Atleta              | Categoria  | Resultado (kg) | Resultado (kg) | Resultado (kg) | Posição |
| Atleta              | Categoria  | Arranque       | Arremesso      | Total          | Posição |
| ------------------- | ---------- | -------------- | -------------- | -------------- | ------- |
| Carlos Sauri        | Até 77 kg  | 137            | 160            | 297 kg         | 6º      |
| Moises Cartagena    | Até 94 kg  | 151            | 177            | 328 kg         | 6º      |
| Roberto Rosado      | Até 94 kg  | 140            | 180            | 320 kg         | 8º      |
| Juan Carlos Marcial | Até 105 kg | 135            | 160            | 295 kg         | 8º      |

Feminino
| Lely Burgos    | Até 48 kg | 71 | 99  | 170 kg |                  |             |               |    |     |        |    |
| Norel Castillo | Até 53 kg | 60 | 78  | 138 kg | 9º               |             |               |    |     |        |    |
| Joan Rivera    | Até 53 kg | 62 | 76  | 138 kg | 10º              |             |               |    |     |        |    |
| Norma Figueroa | Até 69 kg | 85 | 110 | 195 kg | 7º -align=center | Nubia Gomez | Mais de 75 kg | 85 | 107 | 192 kg | 7º |

### Lutas
Livre
| Atleta         | Evento              | Oitavas de final         | Quartas de final            | Semifinais                   | Repescagem             | Final                           | Pos. |
| Atleta         | Evento              | Adversário e resultado   | Adversário e resultado      | Adversário e resultado       | Adversário e resultado |                                 | Pos. |
| -------------- | ------------------- | ------------------------ | --------------------------- | ---------------------------- | ---------------------- | ------------------------------- | ---- |
| Franklin Gomez | Até 60 kg masculino | Bye                      | CAN Ryley Walker V 3-1, 9-0 | CUB Yowlys Bonne V 2-0, 3-0  |                        | MEX Guillermo Torres V 3-0, 6-0 |      |
| Pedro Soto     | Até 66 kg masculino | MEX Ghandi Marquez V 1-0 | ECU Yoan Blanco V 3-0, 2-0  | VEN Elvis Fuentes V 2-0, 3-0 |                        | CUB Livan Lopez D 0-5, 0-6      |      |

### Tiro com arco
| Atleta                               | Evento               | Qualificatória | Qualificatória | Fase de 32                   | Oitavas de final       | Quartas de final       | Semifinais             | Final                  | Pos.        |
| Atleta                               | Evento               | Pts.           | Pos.           | Adversário e resultado       | Adversário e resultado | Adversário e resultado | Adversário e resultado | Adversário e resultado | Pos.        |
| ------------------------------------ | -------------------- | -------------- | -------------- | ---------------------------- | ---------------------- | ---------------------- | ---------------------- | ---------------------- | ----------- |
| Nolan Citron                         | Individual masculino | 1259           | 19º            | CUB Hugo Franco D 2-6        | Não avançou            | Não avançou            | Não avançou            | Não avançou            | Não avançou |
| Nadya Ruiz                           | Individual feminino  | 1259           | 15º            | ARG Ximena Mendiberry V 6-0  | VEN Miranda Leek D 1-7 | Não avançou            | Não avançou            | Não avançou            | Não avançou |
| Maria Cardoza                        | Individual feminino  | 1232           | 21º            | CUB Maydenia Sarduy V 6-4    | VEN Leidys Brito D 1-7 | Não avançou            | Não avançou            | Não avançou            | Não avançou |
| Ambar Reyes                          | Individual feminino  | 1158           | 32º            | MEX Alejandra Valencia D 0-6 | Não avançou            | Não avançou            | Não avançou            | Não avançou            | Não avançou |
| Nadya Ruiz Maria Cardoza Ambar Reyes | Equipes femininas    | 3649           | 8º             |                              | COL Colômbia D 194-212 | Não avançou            | Não avançou            | Não avançou            | Não avançou |

### Voleibol
Masculino
| Equipe | Equipe | Fase de grupos                           | Fase de grupos | Quartas                | Semifinal              | Final                  | Pos. |
| Equipe | Equipe | Adversário e resultado                   | Pos.           | Adversário e resultado | Adversário e resultado | Adversário e resultado | Pos. |
| ------ | ------ | ---------------------------------------- | -------------- | ---------------------- | ---------------------- | ---------------------- | ---- |
|        |        | USA Estados Unidos BRA Brasil CAN Canadá |                |                        |                        |                        |      |

Feminino
| Equipe | Equipe | Fase de grupos                         | Fase de grupos | Quartas                | Semifinal              | Final                  | Pos. |
| Equipe | Equipe | Adversário e resultado                 | Pos.           | Adversário e resultado | Adversário e resultado | Adversário e resultado | Pos. |
| ------ | ------ | -------------------------------------- | -------------- | ---------------------- | ---------------------- | ---------------------- | ---- |
|        |        | USA Estados Unidos MEX México PER Peru |                |                        |                        |                        |      |

Legenda
| Recorde mundial                  | Recorde mundial (World record)               |                       | Recorde africano                      | Recorde africano (African) |                                           | Q | Classificado por posição (Qualified) |
| Recorde dos Jogos Pan-Americanos | Recorde pan-americano (Pan-American record)  | Recorde da América    | Recorde da América (Americas)         | q                          | Classificado por melhor tempo (Qualified) |   |                                      |
| Melhor marca do ano              | Melhor marca do ano (World leading)          | Recorde asiático      | Recorde asiático (Asian)              | DNS                        | Não largou (Did not start)                |   |                                      |
| Recorde nacional                 | Recorde nacional (National record)           | Recorde europeu       | Recorde europeu (European)            | DNF                        | Não terminou (Did not finish)             |   |                                      |
| Recorde pessoal                  | Recorde pessoal do atleta (Personal best)    | Recorde da Oceania    | Recorde da Oceania (Oceania)          | DSQ / DQ                   | Desclassificado (Disqualified)            |   |                                      |
| Recorde da temporada             | Recorde da temporada do atleta (Season best) | Recorde sul-americano | Recorde sul-americano (South America) | NM                         | Sem marca (No mark)                       |   |                                      |